# Morville-sur-Seille
 Morville-sur-Seille  là một xã của tỉnh Meurthe-et-Moselle, thuộc vùng Grand Est, đông bắc nước nước Pháp. Xã này nằm ở khu vực có độ cao trung bình 198 mét trên mực nước biển.